# 和歌山湾
座標: 北緯34度11分04秒 東経135度06分30秒 / 北緯34.18444度 東経135.10833度
和歌山湾（わかやまわん）は、和歌山県和歌山市の紀ノ川河口部に広がる湾である。和歌山平野の沿岸部に位置している。

## 概要
西に広く開けた湾であり、紀伊水道に通じている。湾北部には紀淡海峡・友ヶ島（友ヶ島灯台）、湾南部には景勝地和歌浦がある。和歌山湾の南に位置する和歌浦湾、黒江湾等と共に特定重要港湾和歌山下津港を形成している。
湾内には日本製鉄の関西製鉄所和歌山地区や花王の和歌山工場が立地している。

## 周辺
- 南海マリーナ
- 市堀川
- 南海和歌山港線
- 近畿運輸局和歌山運輸支局運航部門
- 和歌山市青岸エネルギーセンター・クリーンセンター
- 和歌山海上保安部
- 大阪湾広域臨海環境整備センター 和歌山事業所